# مستقيمات القرن
مستقيمات القرن (الاسم العلمي: Orthocerida)، رتبة منقرضة من طائفة رأسيات القدم، عاشت من فترة الأردوفيشي المبكر (منذ 490 مليون سنة) ويحتمل إلى فترة الثلاثي المتأخر (قبل 240 مليون سنة). وتشير الأحافير التي وجدت في القوقاز إلى أنها ربما عاشت حتى فترة الطباشيري المبكر (منذ 150 مليون سنة). وكان انتشارها أكثر بين عصري الأردوفيشي والديفوني.

## اقرأ أيضا
- بروتوباكتريت